# Giorgio Corner (1452-1527)

Stemma araldico della famiglia Corner.

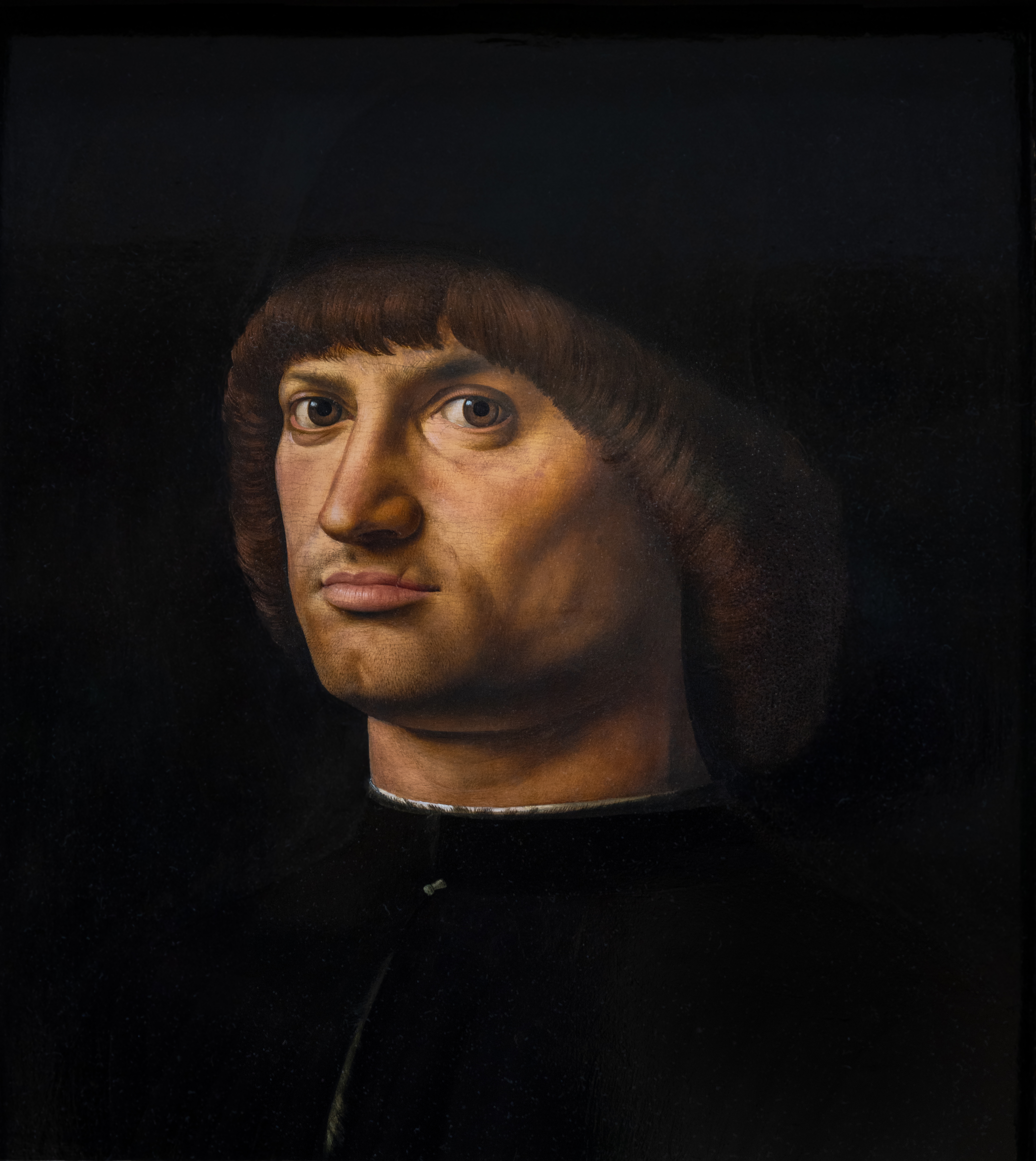
Antonello da Messina, Ritratto d'uomo, 1475, Museo del Louvre.

Giorgio Corner, detto Padre della Patria (Venezia, 1452 – Venezia, 31 luglio 1527), è stato un politico italiano.

## Biografia
Giorgio Corner (italianizzato in Giorgio Cornaro) nacque a Venezia nel 1452. Era figlio del nobiluomo Marco Corner (dicembre 1406– 1 agosto 1479) e della moglie, sposata nel 1444, Fiorenza Crispo (1422–1501), figlia di Niccolò Crispo, signore di Siro. Sua sorella era Caterina Corner fu regina di Cipro.
Sposò a Venezia nel 1475 la nobildonna Elisabetta Morosini, patrizia veneta, ed ebbe una discendenza, detta "Cornaro della Regina".
Morì a Venezia il 31 luglio 1527.

## Uffici
- Cavaliere del Sacro Romano Impero
- Patrizio della Repubblica di Venezia
- Podestà di Brescia nel 1496
- Procuratore di San Marco

## Somiglianze
- Giorgio è raffigurato in un doppio ritratto, con il figlio cardinale Francesco Corner, nella National Gallery of Ireland.[1]
- Il Ritratto d'uomo detto "il condottiero" del 1475 di Antonello da Messina, conservato al Museo del Louvre, potrebbe rappresentare Giorgio Corner.[2]